# Объединение Китая (1928 год)

Флаг Китайской республики (1912-1928)

Флаг Китайской республики (1928-1949)

Объединение Китая в 1928 году, известное в китайской истории как Смена флагов на Северо-Востоке (кит. упр. 东北易帜, пиньинь Dōngběi Yìzhì) — отказ 29 декабря 1928 года Чжан Сюэляна о продолжении войны с Народно-революционной армией, и заявление о том, что он не будет препятствовать процессу объединения страны. Был совершён символический жест — замена всех флагов Бэйянского правительства на флаги Национального правительства.

## Предыстория
В апреле 1928 года Чан Кайши вернулся на пост командующего НРА и возобновил Северный поход. В конце мая гоминьдановские войска приближались к Пекину. Бэйянское правительство распалось, и последний из его мощных сторонников — Чжан Цзолинь — вернулся в Маньчжурию, где 4 июня погиб во время Хуангутуньского инцидента. Однако Маньчжурия сохраняла верность Фэнтяньской клике и продолжала жить под знамёнами Бэйянского правительства. Китай оставался расколотым.

## Процесс

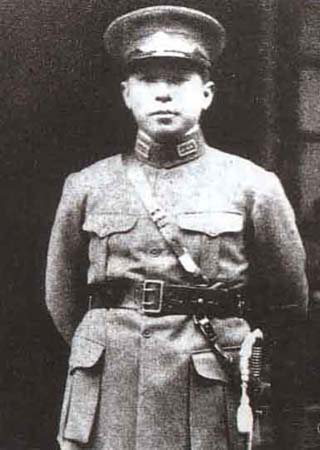
Чжан Сюэлян в 1925 году

Сразу после смерти Чжан Цзолиня Чжан Сюэлян вернулся в Шэньян, чтобы занять место отца. 1 июля Чжан Сюэлян объявил о прекращении огня с Народно-революционной армией, и о том, что он не будет препятствовать процессу объединения страны. Японцы, поддерживавшие в годы правления милитаристов Фэнтяньскую клику, потребовали, чтобы он провозгласил независимость Маньчжурии, но Чжан Сюэлян отказался. 3 июля Чан Кайши прибыл в Пекин и начал переговоры с представителями Фэнтяньской клики о мирном урегулировании существующих разногласий. Под давлением Великобритании и США, стоявших за Чан Кайши, Япония оказалась в дипломатической изоляции, и 29 декабря Чжан Сюэлян заявил о признании юрисдикции Гоминьдановского правительства в Нанкине, в знак чего была произведена замена флагов. Два дня спустя Нанкинское правительство назначило Чжан Сюэляна командующим Северо-Восточной армией. Китай оказался формально объединённым.